# Nakai Shogo
Shogo Nakai (sinh ngày 19 tháng 6 năm 1984) là một cầu thủ bóng đá người Nhật Bản.

## Sự nghiệp câu lạc bộ
Shogo Nakai đã từng chơi cho Kashiwa Reysol và Mito HollyHock.